# Il tailleur grigio
Il tailleur grigio è un romanzo di Andrea Camilleri, pubblicato nel 2008, dalla casa editrice Arnoldo Mondadori Editore.

## Trama
Il protagonista è un funzionario di banca appena andato in pensione, che, nel ritrovato tempo libero, comincia a riflettere sulla propria vita passata e sul suo secondo matrimonio. La sua seconda moglie, Adele, di venticinque anni più giovane di lui, è una donna estremamente sensuale, sempre elegante, amante della vita mondana ma infedele al marito.
Il filo conduttore della storia diventa quindi il rapporto tra l'uomo anziano che vede la propria vita avviarsi alla conclusione ma cerca in tutti i modi di scoprire le infedeltà della compagna, e la splendida moglie quarantenne che vive con spensieratezza le sue avventure, cercando però di mantenere in tutti i modi la sua facciata di moglie perfetta, sempre dedita all'assistenza del marito.

## Significato del titolo
Il titolo del libro discende dal tailleur grigio da donna d'affari di Adele, che assume un profondo significato simbolico per le occasioni in cui viene indossato.

## Edizioni
- Andrea Camilleri, Il tailleur grigio, Prima ed., Arnoldo Mondadori Editore, 2008,  pp. 141, cap. 11.